# 산호
산호(珊瑚)는 자포동물문 산호충강에 속하는 군체동물이다. 군체가 모여 산호초를 형성한다. 바다맨드라미아강 또는 팔방산호아강(八放珊瑚亞綱)에 속하는 빨간산호·연분홍산호·흰산호 등을 가리키는데, 넓은 뜻으로는 말미잘아강 또는 육방산호아강(六放珊瑚亞綱)에 속하는 석산호류·각산호류·토규류(菟葵類)와 히드로충류에 속하는 의산호류(擬珊瑚類) 등도 포함된다.

## 분포
태평양 연안을 비롯하여 알제리·모로코 등 지중해 연안에 많은 편이다. 특히 빨간산호는 이탈리아의 나폴리·제노바를 비롯하여 코르시카섬에서 많이 산출된다

## 상태

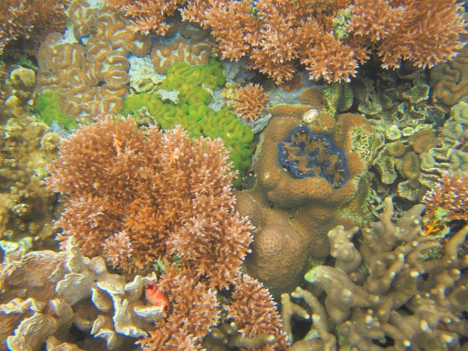
건강한 산호초는 다양한 형태의 해양 생물에서 생물 다양성의 놀라운 수준을 가지고 있다.

### 위협
산호초는 전 세계적으로 위협을 받고 있다. 특히 산호의 채굴, 농업과 도시의 유출, 오염(유기적, 무기적), 남획, 폭파 낚시, 질병, 운하의 굴착, 섬이나 만으로의 접근은 산호의 생태계에 있어서 국지적인 위협이다. 광범위한 위협은 해수 온도 상승, 해수면 상승, 해양 산성화]에 따른 pH 변화이며, 모두 온실가스 배출과 관련이 있다. 1998년, 전 세계 산호초의 16%가 수온 상승으로 인해 죽었다.
전세계 산호초의 약 10%가 죽었다. 전 세계 산호초의 약 60%가 인간 관련 활동으로 인해 위험에 처해 있다. 산호초 건강에 대한 위협은 특히 산호초의 80%가 멸종 위기에 처해 있는 동남아시아에서 심하다.
세계 산호초의 50% 이상이 2030년까지 멸종할 것이다. 따라서 대부분의 국가들은 환경법을 통해 산호초를 보호한다.
카리브해와 열대 태평양에서는 일반적인 해조류와 산호의 약 40-70%가 직접 접촉하면 지질 용해성 대사물의 전달을 통해 산호에 표백과 사망을 일으킨다.
해초와 해조류는 적절한 영양소와 파랑비늘돔과 같은 초식동물에 의한 제한된 풀 뜯기를 고려하여 증식한다.
1–2 °C(1.8–3.6 °F) 이상의 수온 변화 또는 염도 변화는 산호의 일부 종을 죽일 수 있다. 그러한 환경적 압박 아래에서, 산호는 Symbiodinium을 방출한다.  Symbiodinium 없이 산호 조직은 산호 조직은 산호 표백이라고 하는 흰색 골격을 드러낸다.
멕시코 유카탄 반도 해안을 따라 발견된 해저의 원천은 자연적으로 낮은 pH(상대적으로 높은 산도酸度)의 물을 생성하며, 바다가 이산화탄소를 흡수함에 따라 널리 퍼질 것으로 예상되는 것과 유사한 조건을 제공한다. 조사에서 산성을 견딜 수 있는 것으로 보이는 살아있는 산호의 여러 종을 발견했다. 그 식민지는 작고 어수선하게 분포되어 있었고, 근처의 메소아메리칸 배리어 리프 시스템을 구성하는 암초와 같이 구조적으로 복잡한 암초를 형성하지 않았다.

##### 건강
산호의 위협 수준을 평가하기 위해 과학자들은 산호 불균형 비율인 로그(질병 관련 평균 풍요/건강 관련 평균 풍요)를 개발했다. 비율이 낮을수록 미생물 집단은 건강하다. 이 비율은 산호의 미생물 점액을 채취하여 연구한 후 개발되었다.

##### 기후 변화의 영향
열대 지역의 해수면 온도 상승(~1°C(33.8°F))은 지난 세기에 주요 산호 백화, 사망을 초래하여 산호 개체수를 감소시켰다. 산호가 이러한 변화에 적응하고 순응할 수 있지만 이러한 진화 과정이 산호 수의 큰 감소를 방지할 만큼 충분히 빨리 일어날지는 불확실하다.
심해 대나무 산호(lsididae)와 같은 일부 산호의 연간 성장띠는 해양 산성화가 해양 생물에 미치는 영향의 첫 징후 중 하나일 수 있다.나이테는 지질학자들이 지구화학적 기술을 사용하여 과거의 기후 및 환경 변화에 대한 고해상도 기록의 기초가 되는 점진적 연대 측정의 한 형태인 연도별 연대기를 구성할 수 있도록 한다.
특정 종은 마이크로아톨(microatolls)이라는 군집을 형성하는데, 이 군체는 윗부분이 죽고 대부분 해안선 위에 있지만 그 주변은 대부분 물에 잠겨져 살고 있다. 평균 조수 수준은 높이를 제한한다. 다양한 성장 형태를 분석함으로써 미세 환초는 해수면 변화에 대한 저해상도 기록을 제공한다. 화석화된 미세 환초는 또한 방사성탄소 연대측정법을 사용하여 연대를 측정할 수 있다. 이러한 방법은 홀로세 해수면을 재구성하는 데 도움이 될 수 있다.
산호는 유성 생식 개체군이 많지만 풍부한 무성 생식으로 인해 진화가 느려질수 있다.유전자 흐름은 산호 종에 따라 다양하다.산호 종의 생물 지리학에 따르면, 유전자 흐름은 매우 정지된 유기체이기 때문에 신뢰할 수 있는 적응 원천으로 간주할 수 없다. 또한 산호의 장수는 그들의 적응성에 영향을 미칠 수 있다.
그러나 기후 변화에 대한 적응은 많은 경우에 입증되었으며, 이는 일반적으로 산호 및 황록공생조류 유전자형의 변화로 인한 것이다. 대립형질의 발현빈도의 이러한 변화는 더 관대한 유형의 황록공생조류를 향해 진행되었다.과학자들은 특정 경화된 황록공생조류가 해수 온도가 높은 곳에서 더 흔해지고 있음을 발견했다.더 따뜻한 물을 견딜 수 있는 공생체는 더 천천히 광합성을 하는 것처럼 보이며, 이는 진화적 상충관계를 암시한다.
해수 온도가 상승하고 있는 멕시코만 에서는 추위에 민감한 사슴뿔 산호와 엘크 혼 산호가 위치를 욺겼다. 공생체와 특정 종이 이동하는 것으로 나타났을 뿐만 아니라 선택에 유리한 특정 성장률이 있는 것 같다. 성장 속도는 더디지만 내열성 산호가 더 흔해졌다. 온도와 순응의 변화는 복잡하다. 현재 그림자에 있는 일부 암초는 결국 온도가 다른 위치보다 더 빨리 상승할 수 있더라도 환경의 불균형에 적응하는 데 도움이 되는 레퓨지엄위치를 나타낸다. 기후 장벽에 의한 이러한 개체 수 분리로 인해 실현된 주변 환경이 기존의 기본 주변 환경에 비해 크게 축소된다.

## 보호
해양보호지역, 생물권보전지역, 해양공원, 국가기념물 세계문화유산, 어업관리, 서식지보호 등은 인공적인 피해로부터 산호초를 보호할 수 있다.
현재 많은 정부들이 산호초에서 산호를 제거하는 것을 금지하고 있으며, 해안 주민들에게 산호초 보호와 생태에 대해 알려주고 있다. 서식지 복원, 초식동물 보호 등 지역의 행동이 지역의 피해를 줄일 수 있지만, 산성화, 기온 변화, 해수면 상승 등의 위협이 장기화하는 것은 여전히 과제로 남아 있다.
기후 레퓨지아뿐만 아니라 다양하고 건강한 산호초의 네트워크를 보호하는 것은 산호가 새로운 기후에 적응하는 데 중요한 유전적 다양성의 최대 가능성을 보장하는 데 도움이 된다. 해양 및 육상 위협 생태계에 적용되는 다양한 보존 방법은 산호 적응을 더 쉽고 효과적으로 만든다.
고유지역 산호의 파괴를 없애기 위해 비열대국 산호를 재배하는 사업이 본격화됐다.

## 같이 보기
- 산호충강
- 산호 백화
- 해면동물
- 말미잘

### 내용주
1. ↑  심비오디늄(Symbiodinium)은 가장 크고 널리 알려진 내공생 와편모조류속(Dinoflagellate)을 포함하는 와편모조류속이다.
2. ↑  메소아메리칸 배리어 리프 시스템(MBRS)은 멕시코, 벨리즈, 과테말라, 온두라스 등 4개국 해안을 따라 1,126킬로미터(700마일) 이상 뻗어 있는 해양 지역이다
3. ↑  과거에는 광범위하게 분포했던 유기체가 소규모의 제한된 집단으로 생존하는 지역 또는 거주지를 말한다. 이들 지역은 보통 그 장소에서 계속해서 생존할 수 있었던 것을 설명할 수 있는 뚜렷한 미기후적‧지형적‧생태적‧역사적 특성을 가지고 있다. 즉 빙하기와 같은 대륙 전체의 변화기에 비교적 기후변화가 적어 다른 곳에서는 멸종된 것이 살아 있는 지역을 레퓨지아라 한다.

### 참조주
1. ↑  
Daly, M., Fautin, D.G., and Cappola, V.A. (2003년 3월). “Systematics of the Hexacorallia (Cnidaria: Anthozoa)”. 《Zoological Journal of the Linnean Society》 139: 419–437. doi:10.1046/j.1096-3642.2003.00084.x. 2013년 10월 20일에 원본 문서에서 보존된 문서. 2010년 4월 11일에 확인함.
2. ↑  
McFadden, C.S., France, S.C., Sanchez, J.A., and Alderslade, P. (2006년 12월). “A molecular phylogenetic analysis of the Octocorallia (Cnidaria: Anthozoa) based on mitochondrial protein-coding sequences.”. 《Molecular Phylogenentics and Evolution》 41 (3): 413–527. PMID 12967605.
3. ↑  “Losing Our Coral Reefs” (영어). 2011년 6월 13일. 2021년 3월 19일에 확인함.
4. ↑  “Wayback Machine” (PDF). 2011년 7월 20일. 2011년 7월 20일에 원본 문서 (PDF)에서 보존된 문서. 2021년 3월 19일에 확인함.
5. ↑  Burke, Lauretta Marie; World Resources Institute (2011). 《Reefs at risk revisited [electronic resource]》. Washington, D.C. : World Resources Institute. ISBN 978-1-56973-762-0.
6. ↑  Rasher DB, Hay ME (May 2010). “Chemically rich seaweeds poison corals when not controlled by herbivores”. 《Proceedings of the National Academy of Sciences of the United States of America》 107 (21): 9683–88. Bibcode:2010PNAS..107.9683R. doi:10.1073/pnas.0912095107. PMC 2906836. PMID 20457927.
7. ↑  Stephens, Tim. “Submarine springs offer preview of ocean acidification effects on coral reefs” (영어). 2021년 3월 19일에 확인함.
8. ↑  “Health and Disease Signatures of the Coral Microbiome • iBiology” (미국 영어). 2021년 3월 19일에 확인함.
9. ↑  "National Oceanic and Atmospheric Administration – NOAA 지원 임무에서 발견된 새로운 심해 산호"www.noaanews.noaa.gov. Retrieved 2009-05-11.
10. ↑  Schrag, Daniel P.; Linsley, Braddock K. (2002년 4월 12일). “Corals, Chemistry, and Climate”. 《Science》 (영어) 296 (5566): 277–278. doi:10.1126/science.1071561. ISSN 0036-8075.
11. ↑  Smithers, Scott G.; Woodroffe, Colin D. (2000년 8월 15일). “Microatolls as sea-level indicators on a mid-ocean atoll”. 《Marine Geology》 (영어) 168 (1): 61–78. doi:10.1016/S0025-3227(00)00043-8. ISSN 0025-3227.
12. 1 2 3  Hughes, T. P.; Baird, A. H.; Bellwood, D. R.; Card, M.; Connolly, S. R.; Folke, C.; Grosberg, R.; Hoegh-Guldberg, O.; Jackson, J. B. C. (2003년 8월 15일). “Climate Change, Human Impacts, and the Resilience of Coral Reefs”. 《Science》 (영어) 301 (5635): 929–933. doi:10.1126/science.1085046. ISSN 0036-8075.
13. 1 2  Parmesan, Camille (2006년 12월 1일). “Ecological and Evolutionary Responses to Recent Climate Change”. 《Annual Review of Ecology, Evolution, and Systematics》 (영어) 37 (1): 637–669. doi:10.1146/annurev.ecolsys.37.091305.110100. ISSN 1543-592X.
14. ↑  Baker, Andrew C.; Starger, Craig J.; McClanahan, Tim R.; Glynn, Peter W. (2004년 8월). “Corals' adaptive response to climate change”. 《Nature》 (영어) 430 (7001): 741–741. doi:10.1038/430741a. ISSN 1476-4687.
15. 1 2  Donner, Simon D.; Skirving, William J.; Little, Christopher M.; Oppenheimer, Michael; Hoegh‐Guldberg, Ove (2005년 12월). “Global assessment of coral bleaching and required rates of adaptation under climate change”. 《Global Change Biology》 (영어) 11 (12): 2251–2265. doi:10.1111/j.1365-2486.2005.01073.x. ISSN 1354-1013.
16. ↑  Baskett, Marissa L.; Gaines, Steven D.; Nisbet, Roger M. (2009년 1월). “Symbiont diversity may help coral reefs survive moderate climate change”. 《Ecological Applications》 (영어) 19 (1): 3–17. doi:10.1890/08-0139.1. ISSN 1051-0761.
17. ↑  McClanahan, Timothy R.; Ateweberhan, Mebrahtu; Muhando, Christopher A.; Maina, Joseph; Mohammed, Mohammed S. (2007년 11월). “EFFECTS OF CLIMATE AND SEAWATER TEMPERATURE VARIATION ON CORAL BLEACHING AND MORTALITY”. 《Ecological Monographs》 (영어) 77 (4): 503–525. doi:10.1890/06-1182.1. ISSN 0012-9615.
18. 1 2  Walsworth, Timothy E.; Schindler, Daniel E.; Colton, Madhavi A.; Webster, Michael S.; Palumbi, Stephen R.; Mumby, Peter J.; Essington, Timothy E.; Pinsky, Malin L. (2019년 7월 1일). “Management for network diversity speeds evolutionary adaptation to climate change”. 《Nature Climate Change》 (영어) 9 (8): 632–636. doi:10.1038/s41558-019-0518-5. ISSN 1758-678X.
19. ↑  “EcoDeco - Ecological Technology - Applications”. 2011년 3월 7일. 2011년 3월 7일에 원본 문서에서 보존된 문서. 2021년 3월 19일에 확인함.